# Río Paraguá
El río Paraguá es un río amazónico boliviano, uno de los principales afluentes del río Iténez, que forma parte del curso alto del río Mamoré. El río discurre por el departamento de Santa Cruz (555 km) y el departamento del Beni (45 km).

## Geografía
El río Paraguá nace en los alrededores de la ciudad de San Ignacio de Velasco (23.569 hab. en 2005), capital de la provincia de José Miguel de Velasco en Bolivia. El río discurre en dirección norte, formando el límite oeste del parque nacional Noel Kempff Mercado, de donde recibe una serie de pequeños afluentes. El río es bastante caudaloso, ya que cruza amplias zonas pantanosas y muy húmedas, y recibe importantes afluentes como el río Tarvo y el río San Ramón. Finalmente, desemboca en el río Iténez (13°31′52″S 61°50′15″O / -13.53111, -61.83750), a pocos kilómetros de Piso Firme.
Tiene una cuenca de más de 35.000 km², incluyendo los 28.107 km² en el departamento de Santa Cruz. 